# Proantocijanidini
Proantocijanidini jesu velika skupina bioflavonoida. 
To su uglavnom plavi i ljubičasti pigmenti u brojnim biljkama. Ekstrakti proantocijanidina pokazuju širok spektar farmakološke aktivnosti. Podižu razinu vitamina C u organizmu, smanjuju krhkost i propusnost kapilara, neutraliziraju slobodne radikale i sprječavaju razaranje kolagena, jednog od najznačajnijih građevnih proteina u tijelu. Također, smatra se da pomažu u čuvanju funkcija očiju. Najviše ih ima u crnom ribizu, borovnicama i crnom vinu. 